# Idiomas do Festival OTI da Canção
Durante toda a história do Festival OTI da Canção, as músicas eram cantadas, na sua grande maioria, em castelhano ou em português. No entanto, uma música foi interpretada, parcialmente, noutra língua para além destas: "Una canción para dos mundos", de Jesús Fichamba, que representou o Equador no Festival OTI 1992, foi parcialmente interpretado em quechua, língua indígena ameríndia.

## Primeira aparição de idiomas
Esta é uma lista com todos os idiomas que passaram no Festival OTI da Canção.
| #  | Idioma     | Primeira aparição | País     | Primeiro cantor | Primeira canção                                              |
| -- | ---------- | ----------------- | -------- | --------------- | ------------------------------------------------------------ |
| 1º | Castelhano | 1972              | Bolívia  | Arturo Quesada  | "No volveré a passar por allí" Não voltarei a passar por ali |
| 2º | Português  | 1972              | Portugal | Tonicha         | "Glória, glória, aleluia"                                    |
| 3º | Quechua    | 1992              | Equador  | Jesús Fichamba  | "Una canción para dos mundos" Uma canção para dois mundos    |

## Vencedores por idioma
| Vitórias | Línguas    | Anos | Países                                                                                      |
| -------- | ---------- | --- | ------------------------------------------------------------------------------------------- |
| 26       | Castelhano | 1973, 1974, 1975, 1976, 1977, 1978, 1979, 1980, 1981, 1982, 1984, 1985, 1986, 1987, 1988, 1989, 1990, 1991, 1992, 1993, 1994, 1995, 1996, 1997, 1998, 2000 | México, Porto Rico, Espanha, Nicarágua, Brasil, Argentina, Venezuela, Chile, Estados Unidos |
| 2        | Português  | 1972, 1983 | Brasil                                                                                      |